# Гигантски горски дракон
Гигантските горски дракони (Gonocephalus grandis), наричани също големи гоноцефали, са вид влечуги от семейство Агамови (Agamidae).
Разпространени са в екваториалните гори на Югоизточна Азия.